# نوووشووکی (گمینا گرودک)
نوووشووکی (به لاتین: Nowosiółki) یک روستا در لهستان است که در گمینا گرودک واقع شده‌است.